# St. James' Park
|  | Aquest article tracta sobre l'estadi de futbol a Newcastle upon Tyne. Vegeu-ne altres significats a «Saint James». |

St. James' Park és un estadi de futbol a Newcastle upon Tyne, Anglaterra. És la seu del Newcastle United FC de la Premier League i el 9è estadi amb més capacitat d'Anglaterra, amb 52.305 espectadors.
St. James' Park ha estat la seu del Newcastle United des de la seva fundació el 1892 i s'havia utilitzat per jugar a futbol des del 1880. Durant la història del camp, la seva ampliació ha creat diversos conflictes entre el club, l'ajuntament i els veïns, que incentivà propostes de trasllat els 1960s i el 1995, però aquests plans controvertits no es realitzaren i les dificultats per expandir l'estadi contribuirien en la distintiva aparença asimètrica de les grades actuals.
L'estadi s'ha utilitzat per diversos esdeveniments esportius i socials, incloent-hi futbol internacional als Jocs Olímpics de 2012, rugbi internacional a la Copa del Món de 2015, partits de futbol solidaris i concerts de rock.